# ローマ法王になる日まで
『ローマ法王になる日まで』（ローマほうおうになるひまで、イタリア語原題：Chiamatemi Francesco - Il Papa della gente）は、2015年のイタリアの伝記映画。「イタリア映画祭2016」で紹介された『フランチェスコと呼んでーみんなの法王』を『ローマ法王になる日まで』に改題。監督はダニエル・ルケッティ。音楽はアルトゥーロ・カルデルスが担当 。第266代教皇フランシスコの知られざる激動の半生を、事実に基づいて描いている。

## あらすじ
2013年、コンクラーベ（教皇選挙）のためにバチカンを訪れたベルゴリオは、自身の半生を振り返る。
1960年、アルゼンチン・ブエノスアイレスの大学で化学を学んでいたベルゴリオは、神に仕えることを選びイエズス会に入会。1973年、アルゼンチンのイエズス会管区長に任命される。1976-1983年のアルゼンチン軍事独裁政権下、ベルゴリオは他の教区の神父に依頼され神学生を含む反政府運動に関わった青年たちを神学校で匿う。軍が神学校を捜索に訪れたが、危険を察知したベルゴリオたちの機転で、青年たちをウルグアイに逃がす。そして、不当拘束などの訴えに耳を傾けていたオリベイラ判事に危険が迫っていると判断したベルゴリオは、オリベイラ判事と家族を寄宿舎に匿う。
「解放の神学」の活動をしていた2人の神父と恩師エステルの娘が軍に連れ去られ、ベルゴリオは枢機卿に海軍大将との面会を願い、大統領官邸でミサを捧げる。2人の神父とエステルの娘は、心身に深い傷を負いながらも解放される。だが、今度はエステルと友人たちが逮捕され、予防注射と偽って睡眠薬を打たれ飛行機上から海へ投げ落とされる。ベルゴリオは多くの仲間を失っていく。苦悩しながらも様々な問題に立ち向かう。
やがて、独裁政権が終焉を迎える。失意の中、再び神学を学ぶために訪れたドイツで「結び目を解く（ほどく）マリア」の聖画と出会い回心を得る。ドイツからアルゼンチンに戻り、地方都市で穏やかな日々を過ごしていたが、クアラチノ枢機卿がベルゴリオを訪ね、教皇ヨハネ・パウロ2世の任命書を手渡す。教皇ヨハネ・パウロ2世がブエノスアイレスの補佐司教にベルゴリオを任命したのである。
ブエノスアイレスに戻ったベルゴリオは、貧困地区の住民たちに寄り添うこととなる。貧困地区の住民たちは立ち退きを迫られていた。ベルゴリオは市と交渉を始めるが、市側は強硬に工事に着手する。ベルゴリオは枢機卿を連れて現れ、枢機卿は住民、工事関係者、警察官たちの前でミサを捧げる。そして、立ち退きは撤回される。
2013年、枢機卿となっていたベルゴリオは、自宅アパートで教皇ベネディクト16世の退位表明をラジオで聴く。ベルゴリオはバチカンに赴き、コンクラーベ（教皇選挙）で史上初の南米出身の教皇に選ばれる。

## キャスト
- 若き日のベルゴリオ（1961-2005）：ロドリゴ・デ・ラ・セルナ（スペイン語版）
- コンクラーベ（教皇選挙）直前のベルゴリオ（2005-2013）：セルヒオ・エルナンデス（スペイン語版）
- エステル・バジェストリーノ：メルセデス・モラーン（スペイン語版）
- オリベイラ判事：ムリエル・サンタ・アナ（スペイン語版）
- ベレス：ホセ・アンヘル・エヒド
- ガブリエラ：パウラ・バルディーニ
- フランツ・ジャリックス（ハンガリー語版）：アレックス・ブレンデミュール